# Bellevue Strandhotel
Bellevue Strandhotel var et dansk strandhotel i Klampenborg nord for København.

## Historie
Hotellet blev grundlagt den 1. april 1897 på Strandvejen 338. Det var tegnet af arkitekt Andreas Thejll. Efter 1930 blev hotellet ombygget og senere yderligere renoveret ved Ernst Kühn. I august 1971 lukkede hotellet og blev revet ned 1973.
Hotellet var i mange år et populært spise- og danseetablisement. I 1899 blev hotellet besøgt af kejserinde Dagmar samt kong Christian IX.